# Vulpini
Vulpini este un trib de mamifere carnivore inclus în familia Canidae.
În prezent tribul este reprezentat de 27 de specii, care pot fi întâlnite pe toate continentele, cel mai răspândit din ele fiind vulpea roșie sau vulpea comună (Vulpes vulpes), care poate fi întâlnită în toată emisfera nordică și în Australia.